# 738 (szám)
A 738 (római számmal: DCCXXXVIII) egy természetes szám.

## A szám a matematikában
A tízes számrendszerbeli 738-as a kettes számrendszerben 1011100010, a nyolcas számrendszerben 1342, a tizenhatos számrendszerben 2E2 alakban írható fel.
A 738 páros szám, összetett szám, Harshad-szám. Kanonikus alakban a 21 · 32 · 411 szorzattal, normálalakban a 7,38 · 102 szorzattal írható fel. Tizenkét osztója van a természetes számok halmazán, ezek növekvő sorrendben: 1, 2, 3, 6, 9, 18, 41, 82, 123, 246, 369 és 738.
Tizenháromszögszám.
Érinthetetlen szám: nem áll elő pozitív egész számok valódiosztóösszeg-függvényeként.